# Zone de confort

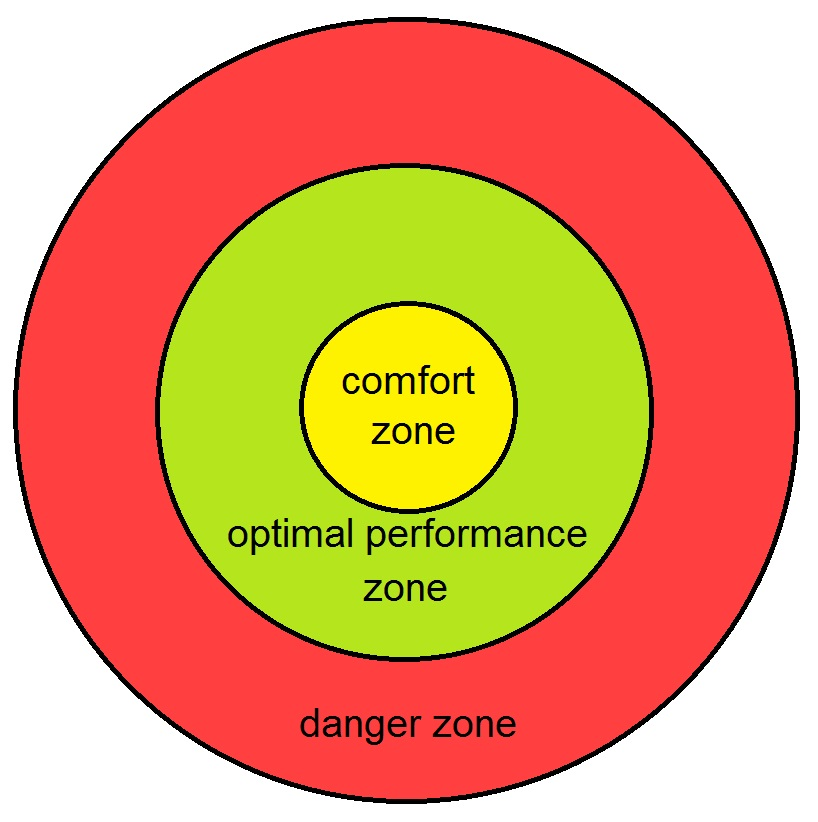
Selon Judith Bardwick, la zone de confort correspond à une position neutre d'anxiété

La zone de confort est un état psychologique dans lequel une personne se sent à l'aise. Dans cette zone, elle peut garder le contrôle tout en éprouvant un faible niveau de stress et d'anxiété. Dès lors, un niveau constant de performance est possible.
Judith M. Bardwick définit la notion comme « l'état comportemental d'une personne qui choisit de vivre dans une position neutre d'anxiété. ». Brené Brown la décrit comme « l'espace où notre incertitude, le manque et la vulnérabilité sont réduits au minimum et où nous croyons que nous aurons accès à suffisamment de nourriture, d'amour, d'estime, de talent, et de temps. Où nous avons le sentiment d'avoir un certain contrôle. ».

## Niveau optimal de stress
Sortir de sa zone de confort cause de l'anxiété et entraine une réaction de stress. Alasdair White fait référence à la « zone optimale de performance », dans laquelle la performance peut être améliorée par une certaine quantité de stress. Yerkes a indiqué en 1907 que « l'Anxiété, améliore les performances jusqu'à un certain seuil estimé optimal. Au-delà, cet effet se détériore à mesure que des niveaux plus élevés d'anxiété sont atteints. ». Il s'agit de la « zone de danger » dans laquelle la performance diminue rapidement sous l'influence d'une plus grande anxiété. 

## Paradoxes de la zone de confort
Bien que la zone de confort soit associée à un sentiment de sécurité, plusieurs approches psychologiques et philosophiques mettent en lumière ses effets paradoxaux. Rester durablement dans cet espace peut réduire l'exposition aux défis, inhiber l'apprentissage et limiter le développement personnel.
La courbe de Yerkes-Dodson (1908) suggère qu’un certain niveau de stress ou de stimulation est nécessaire pour optimiser la performance, tandis qu’un excès de confort peut entraîner une baisse d'efficacité. 
Mihaly Csikszentmihalyi a également montré que les expériences les plus épanouissantes – qualifiées d’« état de flux » – émergent souvent lorsque la difficulté d'une tâche dépasse légèrement les compétences disponibles, nécessitant ainsi de sortir de sa zone de confort.
D'autres auteurs, comme Carol Dweck avec la théorie de l'état d’esprit évolutif (« growth mindset »), soulignent l'importance de l’effort et de la confrontation à l’échec dans le processus de progression.
Enfin, la théorie de l’autodétermination développée par Ryan et Deci suggère que l'autonomie et le dépassement personnel sont essentiels au bien-être psychologique.